# Питаргу
Питаргу̀ (на гръцки: Πιταργού) е изоставено село в Кипър, окръг Пафос. Според статистическата служба на Република Кипър през 2001 г. селото няма жители.
Намира се на 3 км южно от Летимву.